# Krossekärr, Orusts kommun
Krossekärr är en bebyggelse vid nordöstra stranden av Grindsbyvattnet på norra Orust i Myckleby socken i Orusts kommun. Mellan 2015 och 2020 samt från 2023 avgränsade SCB här en småort.